# Il Fiore delle Hawaii
Il Fiore delle Hawaii (in tedesco Die Blume von Hawaii e in inglese The Flower of Hawaii) è un'operetta in tre atti di Paul Abraham su libretto di Alfred Grünwald e Fritz Löhner-Beda (da Emmerich Földes anche Emric o Imre Foeldes). 
Il titolo debuttò il 24 luglio 1931 presso l'Opera di Lipsia con Rita Georg e Rosy Barsony dirette dal compositore. 
L'operetta è ispirata alla storia di Liliuokalani delle Hawaii.
Il 1º novembre 1993 avviene la prima di Fleur d'Hawaï a Parigi.
Nel 1933 dall'operetta è stato tratto il film The Flower of Hawaii di Richard Oswald con Marta Eggerth e Hans Junkermann (attore) e nel 1953 il film omonimo di Géza von Cziffra.
Per il Teatro Verdi (Trieste) nel 1953 va in scena nel Castello di San Giusto diretta da Cesare Gallino con Olimpo Gargano, Elvio Calderoni ed Eno Mucchiutti e nel 1971 nel Teatro Stabile Politeama Rossetti con Daniela Mazzucato, Sergio Tedesco, Mario Basiola, Carlo Rizzo, Gianni Magni, Gloria Paul, Graziella Porta, Sandro Massimini, Mucchiutti ed Orazio Bobbio per la regia di Massimo Scaglione.

## Ruoli
- Laya, principessa di Hawaii (soprano)
- Il principe Lilo-Taro, promessa sposo di Laya (tenore)
- Kanako Hilo, un nobile hawaiano, leader del gruppo monarchico (baritono)
- Reginald Harold Stone, capitano della US Marine (tenore)
- Lloyd Harrison, governatore americano delle Hawaii (attore)
- John Buffy, il suo segretario (tenore buffo)
- Bessi Worthington, nipote del governatore (soubrette)
- Raka, una ragazza hawaiana (Soubrette)
- Jim Boy, un celebre cantante statunitense nero di jazz (buffo tenore)
- Suzanne Provence, partner di Jim (interpretata dal ruolo di Laya)
- Perroquet, capo cameriere del bar
- Chun-chun, servo cinese
- Ammiraglio Makintosh (attore)
- Kaluna, un vecchio hawaiano (baritono)
- Tenente Sunny Hill della Marina statunitense (qualsiasi voice)
- Bobbie Flipps, Cadetto (una voce)
- Ufficiali di marina, cadetti, ballerini hawaiani, Hawaiani, signore e signori della società, servi

## Trama
Luogo e tempo: Honolulu e Monte Carlo alcuni decenni fa

## Numeri musicali

### Atto I
- Coro d'introduzione: "Un paradiso"
- Duetto comico Bessie/Buffy: "My little boy"
- Entrata di Lilo Taro con il coro: "O soul divin"
- Aria di Lilo Taro: "Fiore, fior d'Hawaii"
- Duetto comico Laya/Jim Boy: "Danziamo nel jazz-band dal suono infernal"
- Duetto comico Buffy/Raka: "Là nella jungla, gentleman che vuoi far?"
- Duetto Laya/Stone: "Il mondo inter"
- Duetto comico Jim Boy/Bessie: "Bimbe floride"
- Finale atto I: "Haleoka-ola"

### Atto II
- Coretto d'introduzione dell'atto II
- Duetto comico Jim Boy/Raka : "Dove vai? Alle Hawaii "
- Duetto Laya/Lilo Taro: "Triste è il bacio senza amore"
- Marce di Stone e dei cadetti: "Marinai bella è la vita"
- Duetto comico Bessie/Buffy: "Ho un bambolino sorridente"
- Duetto Laya/Stone: "O perla del mar di corallo"
- Duetto comico Bessie/Jim Boy: "My golden baby"
- Finale atto II: "Hipp hipp hurrà"

### Atto III
- Canzone negra di Jim Boy: "Non son che un Johnny"
- Canzone di Susanne: "Sono un po' inebriata"
- Finale atto III